# さぬきいきいき百科
さぬきいきいき百科（さぬきいきいきひゃっか）は、NHK高松放送局で1997年4月1日から1998年3月31日まで放送された情報番組である。

## 出演者
- 斎藤政直
- 谷本浩美

## コーナー
- 小豆島発オリーブ便り
- いきいき講座
- 生活ミニ百科